# Массовые беспорядки в Токио (1905)
Беспорядки в Токио в 1905 или Хибийские беспорядки (яп. 日比谷焼打事件 Хибия якиути дзикэн) — массовые протесты японского населения, вспыхнувшие 5 сентября 1905 в связи с подписанием Портсмутского мирного договора, служившего окончанием войны с Россией. Японской общественностью условия договора были восприняты как унижение. Представители победившей Японии не смогли реализовать большинство из своих требований по отношению к русской делегации, возглавляемой Сергеем Юльевичем Витте. К примеру, участников беспорядков возмущало то, что Россия не была принуждена платить Японии никаких контрибуций, тогда как вызванные войной затраты Японии были очень большими.

После известия о подписании договора, разные группы начали призывать к спонтанным акциям протеста. Вечером 5 сентября около парка Хибия в Токио собралось примерно 30 тысяч человек. Токийская полиция безуспешно пыталась разогнать демонстрацию и перекрыла входы в парк. В ответ на это акция протеста вылилась в массовые беспорядки, в ходе которых погибло 17 человек и было ранено около тысячи. Разъярённая толпа разрушила около 70 % всех полицейских сооружений в Токио. После того, как в последующие дни было арестовано несколько сотен демонстрантов, ситуация начала временно разряжаться. Однако в течение следующих недель и месяцев в Токио и в других японских городах регулярно вспыхивали спонтанные беспорядки среди населения. Эти беспорядки имели прямое отношение к отставке кабинета премьер-министра Кацура Таро 7 января 1906 года.
Массовые беспорядки в Токио обозначили начало периода Японской истории, который историки называют «Эра народного насилия» (яп. 民衆騒擾期 минсю: сё:дзё: ки). В течение следующих 13 лет Япония будет сотрясаться от серии насильственных протестов (девять различных восстаний только в Токио), которые в результате вылились в Рисовые бунты 1918 года.